# Chevannay
Chevannay é uma comuna francesa na região administrativa da Borgonha-Franco-Condado, no departamento de Côte-d'Or. Estende-se por uma área de 6,83 km². Em 2010 a comuna tinha 42 habitantes (densidade: 6,1 hab./km²).